# Лучано Орквера
Лучано Орквера (енгл. Luciano Orquera; 12. октобар 1981) професионални је италијански рагбиста, аргентинског порекла, који тренутно игра за француски тим РК Маси. Родио се у Аргентини, где је и почео да тренира рагби. 2002. одлази у Италију. Када је стекао италијанско држављанство, добио је и право да игра за азуре. Дебитовао је за италијанску рагби репрезентацију против Канаде 6. новембра 2004. Следеће 2005. дебитовао је и у купу шест нација, одиграо свих пет мечева, постигао 1 есеј и 1 казну. Играо је на светском првенству 2011. где је постигао 1 есеј у 3 утакмице. Партију каријере одиграо је 2013. против Француске, када је са 10 поена помогао Италији да победи "галске петлове".